# Верёвкин, Николай Фёдорович
Николай Фёдорович Верёвкин (около 1800 — не ранее 1837) — русский поэт-песенник.

## Биография
Сын подпоручика. Из воспитанников Псковской военно-начальной школы солдатских детей принят в Дворянский полк в мушкетёрскую роту (1816). Вскоре после приёма в полк, за беспорядки «во время обеденного стола» был разжалован в рядовые в 1-й пехотный корпус. Рядовой 1-го Морского полка (1820). К 1837 году ― унтер-офицер Невского пехотного полка. Судя по содержанию его стихов, участник Русско-персидской войны (1826―1828), Русско-турецкой войны (1828―1829) и Польской кампании (1830―1831). Во всех кампаниях воевал под командованием генерал-фельдмаршала И. Ф. Паскевича, храбрость которого прославлял в своих «солдатских песнях».
В 1837 году в «Библиотеке для чтения» (т. 20) были опубликованы «Солдатские песни первого пехотного корпуса» Верёвкина и в том же году литографированы отдельно в г. Вильно  по распоряжению корпусного командира. Верёвкин воспевает в своих песенных стихах героизм русских войск, доблесть русского солдата, его сметливость и закалку. Обращение к традиции народной песни, как солдатской, так лирической и бытовой, в сочетании с маршевым характером
песен («Не с горы, горы полуночной», «Не туман ли из-за моря/ Тучей поднялся», «Государевы солдаты/ Говорят промеж себя») определили позднейшую популярность некоторых из солдатских песен Верёвкина, распевавшихся в русской армии на мотив народных песен («Уж как пал туман», «Нам не то отцы заповедали» и другие). Песня «С командиром-хватом/ Любо, братцы, жить» стала народной; в несколько изменённом варианте («Любо, братцы, любо, любо, братцы, жить») широко исполнялась в 1-ю мировую войну, во время Гражданской войны; сохранилась и в современном песенном репертуаре. Вероятно, Верёвкин ― автор песни «Под зелёною ракитой («Чёрный ворон, что ты вьёшся…»)» (1831).